# باد بيركا
باد بركا (بالألمانية: Bad Berka) هي بلدة ألمانية تقع في ألمانيا في تورينغن. يقدر عدد سكانها بـ 7,631 نسمة .

## المدن التوأمة
مدن Żabno، Solesmes ومدينة ولز هي مدن توأمة لـباد بركا.